# Jean-Pierre Cassabel
Jean-Pierre Cassabel, professeur de français, né le 31 août 1938 à Castelnaudary (Aude), mort le 29 octobre 1987 dans la même ville est un homme politique français,,. Gaulliste, il marqua durablement la municipalité, dans un territoire ancré à gauche, pendant trois mandats, dont le dernier fut interrompu par la maladie. Il fut élu député de la circonscription à l'âge de 29 ans.
Au service de la ville, parmi ses nombreuses réalisations, on lui doit la création des zones commerciales et artisanales « d'En Toure » et de « l'Estambigou », d'établissements scolaires, de lotissements, et surtout l'implantation à partir de 1976 du 4e régiment étranger de la Légion, à côté du « château des Cheminières »
L'Hôpital de Castelnaudary (centre hospitalier) porte son nom.

## Détail des fonctions et des mandats

### Mandats parlementaires
- 30 juin 1968 - 1er avril 1973 : Député de la 3e circonscription de l'Aude[6]
- 16 mars 1986 - 29 octobre 1987 : Député de l'Aude[7]
- 1er juillet 1986 - 29 octobre 1987 : Député européen

### Distinctions
- Chevalier de l'ordre national du Mérite
- Chevalier de l'ordre des Palmes académiques
- Chevalier de l'ordre du Mérite agricole
- Médaille de la jeunesse, des sports et de l'engagement associatif, bronze
- Officier de l'ordre national du Lion du Sénégal

### Biographie
: document utilisé comme source pour la rédaction de cet article.
- Francis Falcou, Jean-Pierre Cassabel, dans le « Dictionnaire encyclopédique de l'Aude », tome 2, sous la direction de Gérard Jean, p 347 à 348. Édition de l'Académie des arts et des sciences de Carcassonne, 2011.  (ISBN 978-29535768-0-1)